# Tuberocreagris lata
Tuberocreagris lata är en spindeldjursart som först beskrevs av Clarence Clayton Hoff 1945.  Tuberocreagris lata ingår i släktet Tuberocreagris och familjen helplåtklokrypare. Inga underarter finns listade i Catalogue of Life.